# Скібневський Александр
Скібневський Александр (пол. Aleksander Skibniewski; 2 листопада 1868 — 26 жовтня 1942) — буковинський дідич, представник польської громади Буковини, громадсько-політичний діяч краю поч. ХХ ст.

## Біографія
Александр Скібневський (з роду Слєповрон) народився 2 листопада 1868 року в селищі Дунаївці Подільська губернія Російська імперія у шяхетській родині.

Батько: Броніслав Скібневський з роду Слєповорон (1830—1904). Мати: Ольга Джедушіцька.

Дружина: Софія Городинська (1884—1949) — донька Збігнева Городинського.
Діти: Броніслав (1905—1989), Збігнев (1906—1940), Марія (1907—1984), Антоніега (1909—1937), Кристина (1910—1999), Владислава (1912—1987) та Анна (1916—2007).
Середню освіту здобував у Тернополі в Єзуїтській школі, а пізніше у Кракові в «Гімназії Св. Яцека». Після цього навчався на правничих факультетах Краківського університету та Університету міста Грац. Здобув ступінь доктора права.
Глибоцький маєток успадкував після смерті батька (1904).

## Громадсько-політична діяльність
Відразу після приїзду на Буковину, Олександр брав участь у роботі місцевих польських товариств, надавав їм підтримку.
Вже 1911 році був обраний послом до Буковинського крайового сейму за новою виборчою системою від «польської курії». Був одним з 6 послів від польської громади краю.

## Галерея

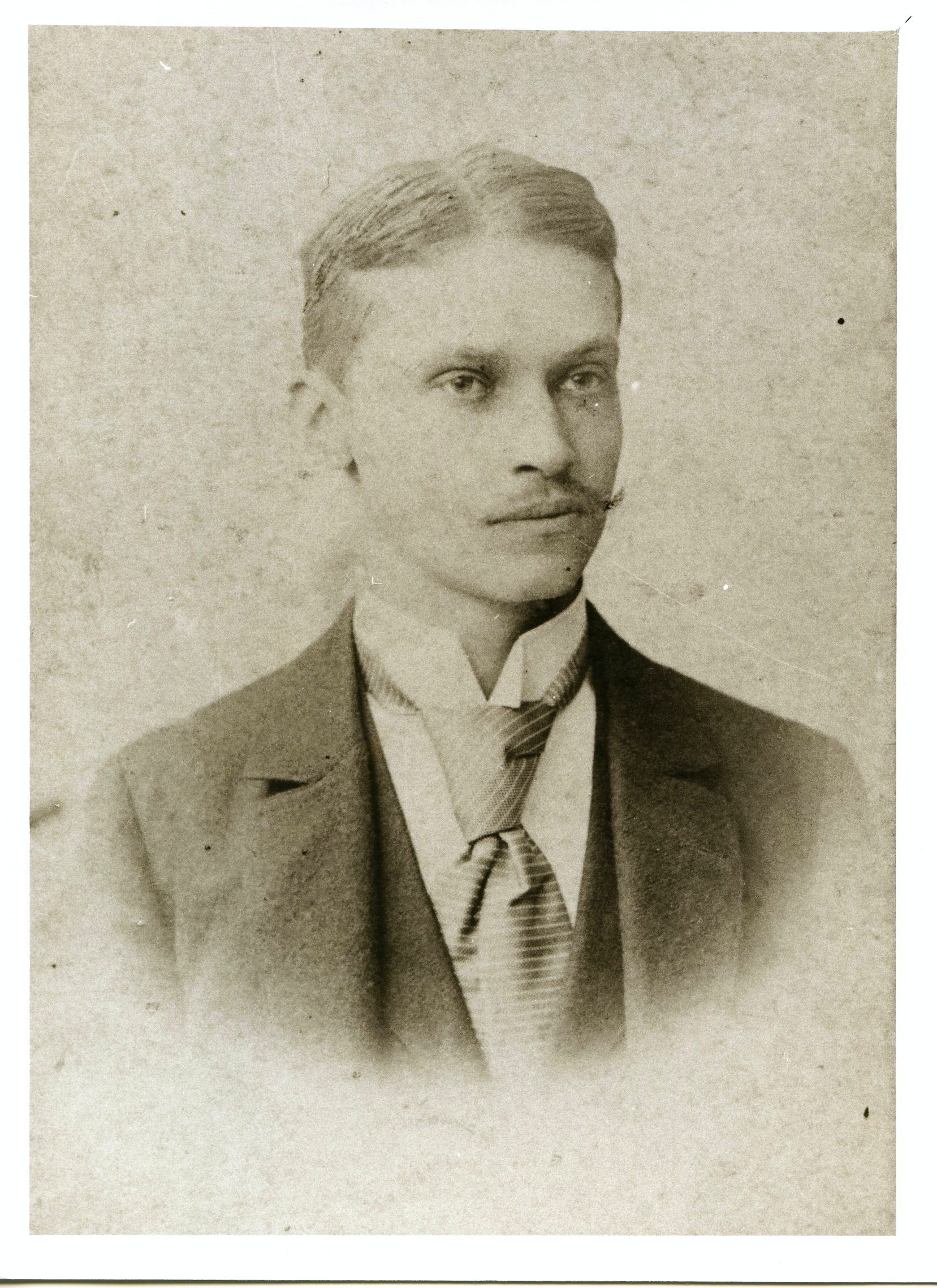
Александр Скібневський
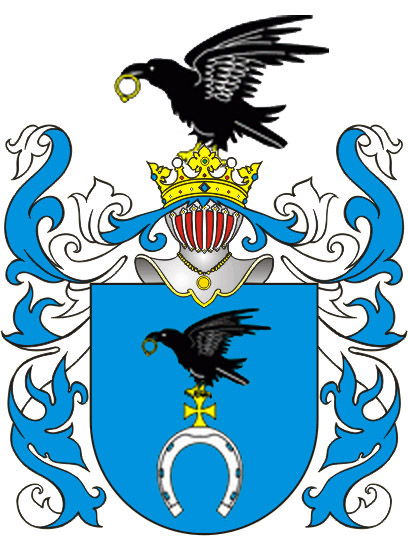
Родовий герб
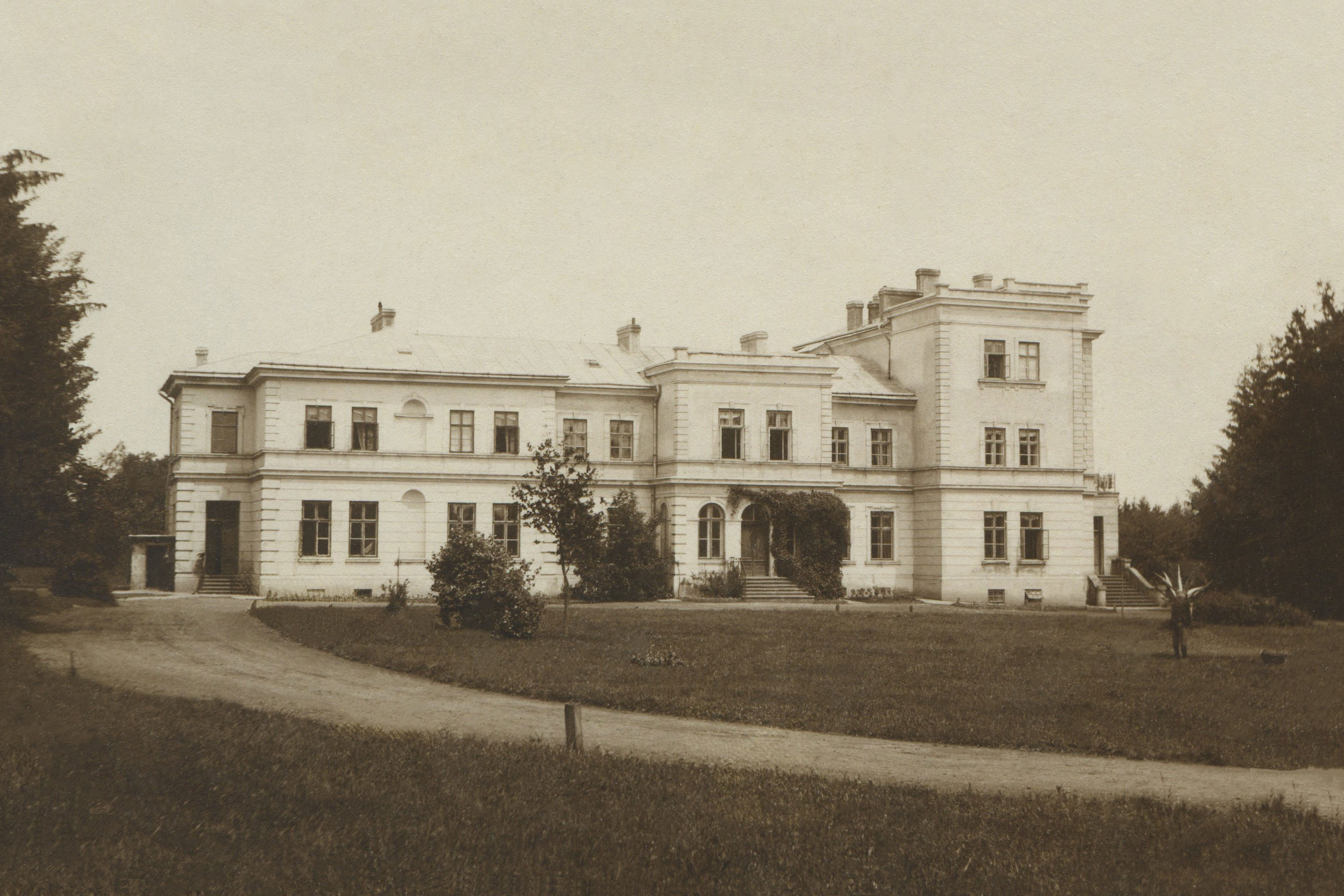
Маєток Скібневських у Глибока (1925)